# 鵬強
鵬強（1981年10月7日—），本名杜雄強（Đỗ Hùng Cường），越南男歌手。出生於南定省一個傳統藝術家庭，並在河內成長。家庭並不寬裕，母親和兄長又相繼去世，但在家人的支持下得以繼續演藝事業。代表作有與日金英合作的《脆弱的愛》（Mong Manh Tình Yêu），即越南版《青花瓷》。